# Neocancilla clathrus
Espèce
Neocancilla clathrus est une espèce de mollusques gastéropodes marins appartenant à la famille des Mitridae.
- Répartition : océan Indien et ouest de l’océan Pacifique.
- Longueur : 4 cm.

## Source
- Arianna Fulvo et Roberto Nistri (2005). 350 coquillages du monde entier. Delachaux et Niestlé (Paris) : 256 p.  (ISBN 2-603-01374-2)